# Gateway Singers

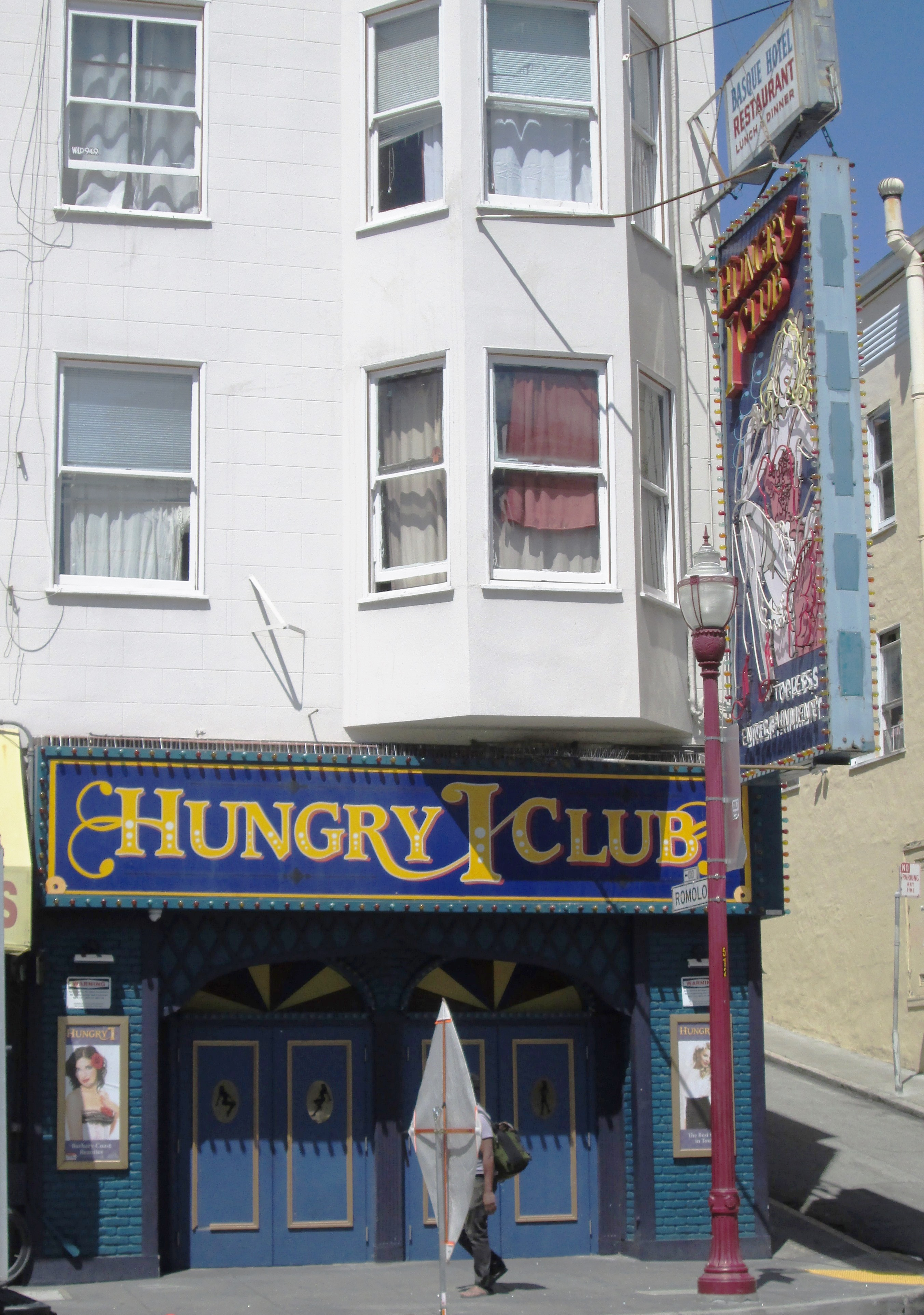
Az „Éhes vagyok” klub, ami (mások mellett) a Gateway Singers törzshelye is volt

A Gateway Singers amerikai folkzenei együttes volt. Az 1950-es évek végén országos ismertséget értek el az Amerikai Egyesült Államokban. Az együttes felkerült a Smithsonian's Folk Song America listára. Puttin 'on the Style című daluk – amelyet később egy sörreklámban is használtak – egymillió példányban kelt el.
A Gateway Singers egyik tagja, Lou Gottlieb a kaliforniai egyetemen szerzett zenetudományi doktorátust, elhagyta a zenekart, és megalapította a The Limeliterst. Travis Edmonson pedig – szintén kilépve – megalakította a Bud & Travis duót.

## Lemezek
- Puttin' on the Style
- Gateway Singers at the hungry i(wd)
- Gateway Singers in Hi Fi
- Wagons West
- Gateway Singers on the Lot
- Down in the valley
- Live at Stanford 1957